# Regio VII Etruria
L'Etruria era una regione antica dell'Italia centrale, la VII tra le regioni dell'Italia augustea, che comprendeva la Toscana, parte dell'Umbria occidentale fino al fiume Tevere, il Lazio settentrionale fino a Roma e i territori a sud del fiume Magra oggi in Liguria.
In occasione della riforma dioclezianea dell'amministrazione imperiale, fu unificata alla Regio VI Umbria per formare la Tuscia et Umbria.

## Territorio
In epoca romana agustea la Regio VII Etruria confinava a nord con la Liguria, a partire dal fiume Magra (Macra). Vengono poi, proseguendo verso sud, lungo la costa tirrenica i fiumi Prile (Prelius o Prilis) ed Ombrone (Umbĕr). Ancora più a sud il fiume Tevere (Tiberis), distante 284 miglia romane dal Magra, che costituisce il confine meridionale dell'Etruria con l'antico Latium vetus dei Latini e la Regio IV Samnium et Sabina. Confinava, inoltre, nella sua parte orientale, con l'Umbria, tanto che il fiume Tevere per un certo tratto costituisce il confine tra la due regioni.
La regione storica era ricca di laghi navigabili come: il Cimino (lago di Vico), quello di Volsinii (lago di Bolsena), quello di Clusium (lago di Chiusi), il Sabata (lago di Bracciano) e il lago Trasimeno.

### Città romano-etrusche
Numerose sono le città citate da Plinio il Vecchio nella sua Naturalis Historia al tempo dell'Imperatore romano Vespasiano. Qui di seguito un elenco dettagliato:
- Aquae Tauri (Terme Taurine presso Civitavecchia);[6]
- Alsium (Monteroni, frazione di Ladispoli);[5][7]
- Amitinum (città scomparsa tra Soratte ed il Tevere);[6]
- Argo (Portoferraio), porto dell'isola d'Elba;[8]
- Arretium (Arezzo), al tempo di Plinio divisa in Vetera, Fidentiora e Iuliensis;[4][6]
- Blera (Blera);[4][6]

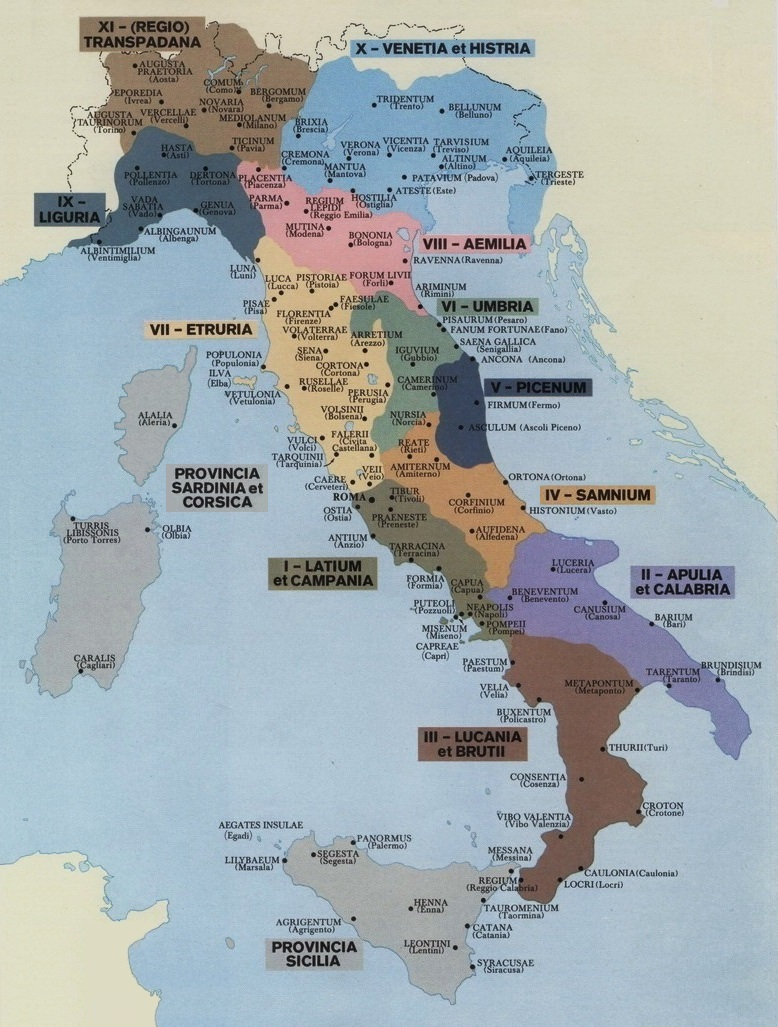
Le regioni dell'Italia al tempo di Augusto (7)

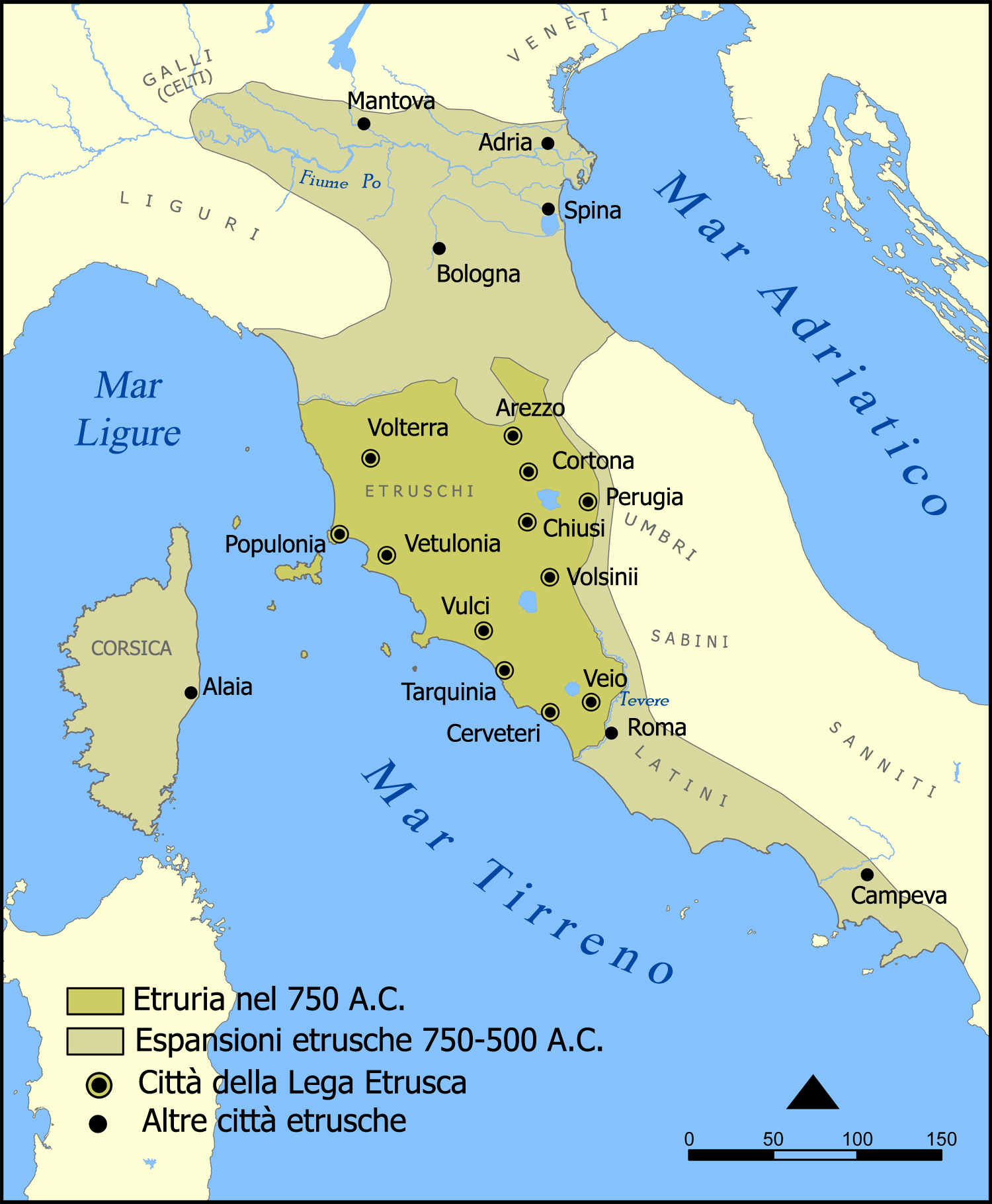
Il territorio degli Etruschi.

- Caere (Cerveteri), città chiamata Agilla dai Pelasgi che la fondarono, situata a 7 miglia dalla costa[5] (in seguito conquistata dai Tirreni) e le vicine fonti termali chiamate "Fonti Ceretane" (Bagni del Sasso);[9]
- Capena (Capena);[6]
- Castrum Novum (Santa Marinella);[5]
- Clusium (Chiusi);[6]
- Cortona (Cortona);[6]
- Cosa (Ansedonia), colonia romana, situata a poca distanza dal mare sopra una collina elevata, al di sotto della quale si trova un porto chiamato Eracle ed una laguna (oggi riserva naturale Duna Feniglia);[2][5][7]
- Faesulae (Fiesole);[6]
- Falerii (Civita Castellana), colonia falisco-etrusca la cui origine sembra sia da attribuire a coloni greci di Argo;[4][5]
- Faliscum;[4]
- Ferentum o Ferentinum (a 6 km da Viterbo);[4][6]
- Feronia (dove è presente un santuario ai piedi del monte Soratte);[4]
- Fescennina (località sconosciuta);[6]
- Florentia (Firenze) colonia romana, lungo l'Arno;[6]
- Forum Clodii (lungo la Via Clodia a 23 miglia a nord ovest di Roma);[6]
- Fregenae (Fregene);[5][7]
- Gravisca (Porto Clementino);[5][7]
- Herbanum (località sconosciuta);[6]
- Hortanum (Orte);[6]
- Lucus Feroniae (Capena);[5]
- Luna (Luni), famosa per il suo ampio porto e la colonia di cittadini romani;[1][2]
- Luca (Lucca), colonia romana;[1][2]
- Nepet (Nepi);[4][6]
- Perusia (Perugia);[4][6]
- Pisae (Pisa), fondata tra i fiumi Auser e Arnum dai Pelopidi o dai greci Teutani secondo Plinio,[1] dai Pisati del Peloponneso, comandati da Nestore dei Pilii secondo Strabone;[2]
- Novem pagi (località sconosciuta);[6]
- Pistorium o Pistoria o Pistoriae (Pistoia);[6]
- Populonia, un tempo unica città etrusca su un alto promontorio a picco sul mare (al tempo di Strabone quasi abbandonata), che aveva un porto ai piedi della collina e due darsene, il miglior punto di imbarco dall'Italia per isola d'Elba, Sardegna e Corsica;[1][2][7][8]
- Pyrgi (Santa Severa), porto di Caere, dove sorgeva il santuario di Ilizia, che fu depredato nel 384 a.C. da Dionisio I di Siracusa prima di condurre la sua flotta contro la Corsica;[5][7]
- Regisvilla, dove si racconta che una volta fosse la reggia di Maleo, il Pelasgo, e che poi sia partito per Atene;[7]
- Rusellae (Roselle);[5]
- Saena Iulia (Siena), colonia romana fin dai tempi di Gaio Giulio Cesare;[5]
- Saturnia (Saturnia), un tempo chiamata Auria;[6]
- Sovana (Sovana);[6]
- Statonia (presso la località di Poggio Buco, a sud est di Pitigliano);[4][6]
- Subertum (località sconosciuta);[6]
- Sutrium (Sutri);[4][5]
- Tarquinia (Tarquinia);[6]
- Telamo (Talamone), il porto;[5]
- Tuscania (Tuscania);[6]
- Vada Volaterrana (Vada);[1]
- Veio, al confine con quello di Formello);[4][6]
- Vetulonia (Vetulonia);[6]
- Visentium (distante 3 km da Capodimonte nei pressi del lago di Bolsena);[6]
- Volaterrae (Volterra), che sorge su una collina elevata, ripida dappertutto;[2][6][8]
- Volsinii (Bolsena);[4][6]
- Vulci (nel comune di Montalto di Castro);[6]

### Economia

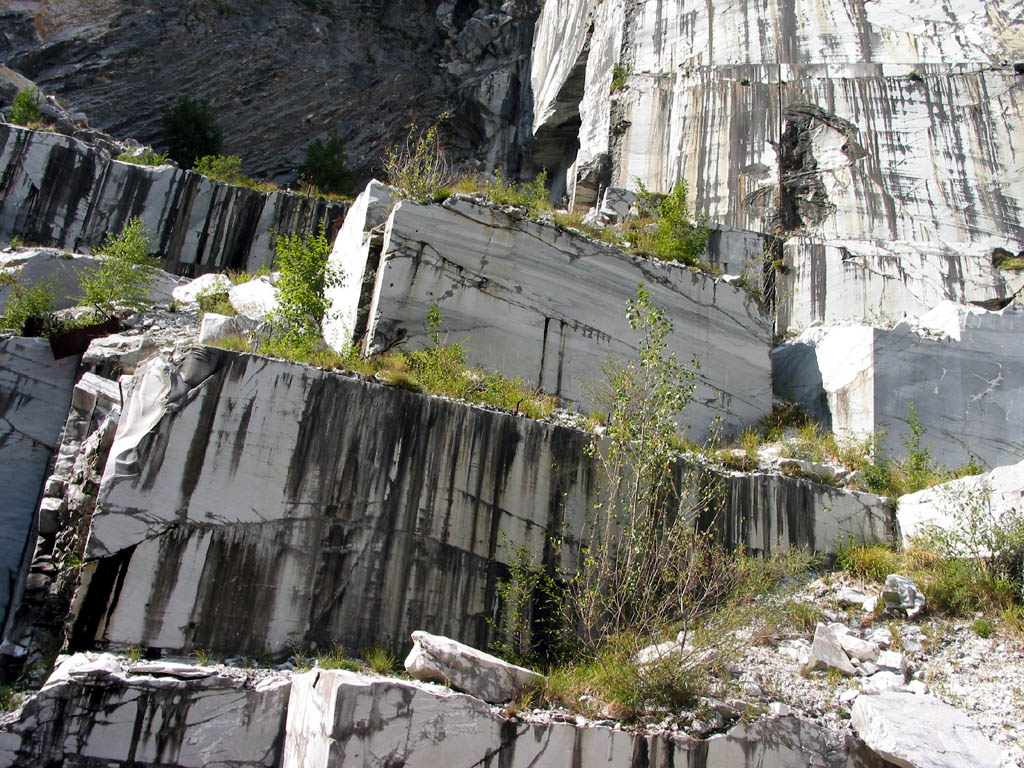
Le importanti cave di marmo lunensi.

Importanti furono le risorse economiche del territorio fin dall'antichità:
- le cave di marmo (di colore bianco con venature azzurre), di grande qualità e quantità, tanto da aver fornito lastre monolitiche e colonne alla maggior parte dei principali monumenti della città di Roma ed alle altre città italiche, grazie all'utilizzo del vicino mare e poi del Tevere quale via di trasporto rapida e poco costosa;[2]
- le assi di legno, ben diritte e assai lunghe, provenienti dai boschi delle montagne della Tirrenia, utilizzate per la costruzione di navi e di case a Roma, grazie al trasporto fluviale fino al Mar Tirreno e poi lungo il Tevere, o anche di ville (costruite in modo tanto sontuoso da sembrare vere e proprie regge persiane);[2]
- le miniere di ferro dell'isola di Aithalìa (isola d'Elba), il cui minerale viene portato in continente per essere portato alla liquefazione e lavorato;[8]
- nei pressi di Populonia si pescavano i tonni («si faceva la posta ai tonni»),[8] come pure nei pressi di Cosa.[7]

La regione è anche ricca di acque termali e, poiché molto vicina a Roma, vi è un notevole afflusso di popolazione, tanto quanto lo è a Baia in Campania.

## Storia

### Etruschi
Fra il X e l'VIII secolo a.C., l'età del ferro trova la sua massima espressione nella civiltà villanoviana, la fase più antica della civiltà etrusca, preceduta nel bronzo recente dalla cultura protovillanoviana, che ha preso il nome da Villanova (una frazione di Castenaso), un insediamento di grande interesse archeologico. Abitata dal popolo degli Etruschi, è stata la culla per circa dieci secoli di un importante e storico modello di sviluppo e di conoscenza, conosciuto come civiltà etrusca.

### Epoca romana

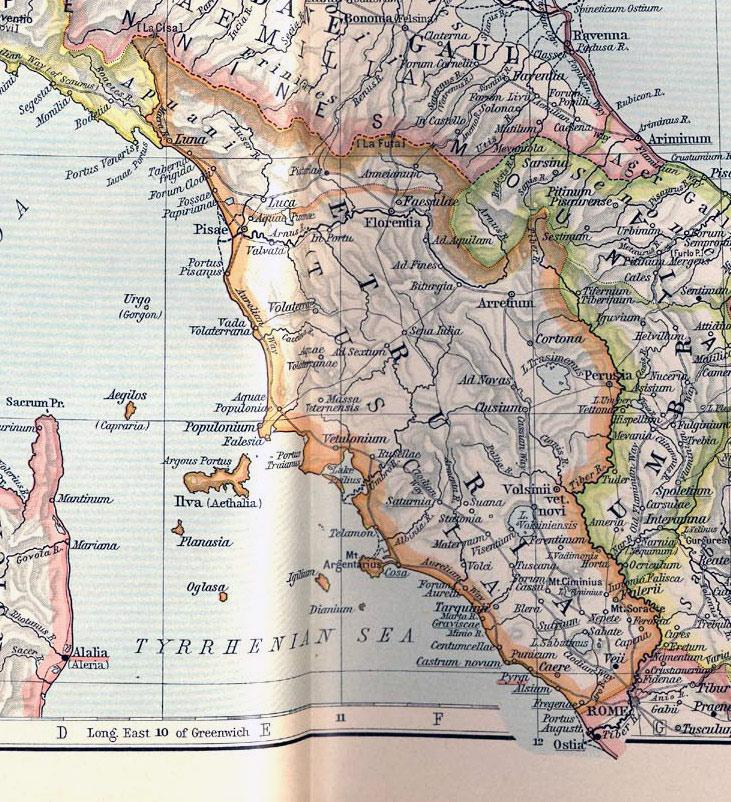
L'Etruria al tempo della dominazione romana: Regio VII

A partire dalla tarda epoca repubblicana (inizi del I secolo a.C.) la romanizzazione dell'Etruria poteva dirsi ormai completata. Il paesaggio è caratterizzato dalle città alleate, dalle colonie e dalle loro infrastrutture, vi si aggiunge una moltitudine di piccole fattorie e nelle zone periferiche sopravvivono villaggi di origine etrusca. Nel corso del secolo cominciano a formarsi nei territori delle colonie delle proprietà più grandi, detti ville: aziende agricole specializzate che commercializzano i loro prodotti creati anche grazie all'apporto di schiavi. Nel territorio di Cosa sono presenti grandi fornaci di anfore accanto alle ville, utilizzate come contenitori per il vino, poi rinvenute anche su numerosi relitti nelle rotte commerciali all'interno del Mediterraneo.
Nell'89 a.C. gli Etruschi ed i coloni latini ottengono la cittadinanza romana, ma il periodo successivo è segnato da gravi avvenimenti militari: fu distrutta definitivamente Talamone ed il suo porto, oltre probabilmente a Roselle e Vetulonia, mentre a Populonia la distruzione è ricordata dalle fonti. I mutamenti che si registrano nel territorio sono per la maggior parte contraddistinti dalla rovina dei piccoli proprietari e del coloni, con la scomparsa dei loro insediamenti nelle campagne, a favore delle ville.
Al tempo dell'imperatore Augusto venne costituita la VII Regione, detta Regio VII Etruria, delle undici in cui fu suddiviso il territorio d'Italia.
Nel corso della seconda metà del I secolo il panorama delle campagne muta profondamente a causa di un cambio di tipo di gestione del suolo: si diffonde un altro tipo di villa, la villa marittima, edificio molto lussuoso, spesso di proprietà imperiale. Ancora legate a questo periodo sono l'espansione e la monumentalizzazione delle stationes, luoghi di sosta che presentano in genere grandi impianti termali finemente decorati.
Già con la fine del II secolo le campagne a ridosso della costa sono investite da una crisi che costringe al fallimento alcune delle aziende agricole fiorenti fra la fine della repubblica e i primi secoli dell'impero. Il fallimento risiede principalmente nel modo di produzione schiavistico, ed è un segnale delle difficoltà dell'intera economia della penisola italiana che non riesce a reggere la concorrenza delle province esterne dell'impero come la Spagna. Le produzioni intensive come vite e olivo vengono soppiantate dai cereali e dalla pastorizia che necessitano di minore manodopera: non a caso, tali colture caratterizzeranno per secoli il paesaggio maremmano. Il calo demografico nelle campagne contribuisce fortemente all'impaludamento delle coste, il reticolo dei canali di drenaggio della centuriazione romana viene lasciato all'incuria e nel giro pochi decenni l'intero regime idrogeologico dell'area si avvia al degrado.

### Dal Medioevo all'età moderna
I duchi di Firenze prima e i granduchi di Toscana poi portarono dal Rinascimento in avanti i titoli rispettivamente di Dux Etruriae e Magnus Dux Etruriae. Anche nell'Ottocento Napoleone ripristinò l'antico nome etnico, creando il Regno di Etruria (1801-1807).